# LifeRing
 (mars 2025).
Motif : Une source
- Archive Wikiwix
- Bing
- Cairn
- DuckDuckGo
- E. Universalis
- Gallica
- Google
- G. Books
- G. News
- G. Scholar
- Persée
- Qwant
- (zh) Baidu
- (ru) Yandex
- (wd) trouver des œuvres sur Wikidata

| 1. | Préciser le motif de la pose du bandeau. | Précisez le motif de la pose du bandeau en utilisant la syntaxe suivante : {{admissibilité à vérifier\|date=mars 2025\|motif=remplacez ce texte par le motif}}                |
| 2. | Informer les utilisateurs concernés.     | Pensez à avertir le créateur de l'article, par exemple, en insérant le code ci-dessous sur sa page de discussion : {{subst:avertissement admissibilité à vérifier\|LifeRing}} |

 (novembre 2015).
Si vous disposez d'ouvrages ou d'articles de référence ou si vous connaissez des sites web de qualité traitant du thème abordé ici, merci de compléter l'article en donnant les références utiles à sa vérifiabilité et en les liant à la section « Notes et références ».

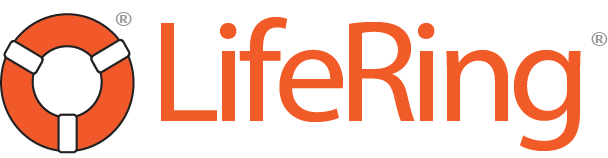
Logo officiel de LifeRing.

LifeRing (« LifeRing » et « LifeRing Secular Recovery » aux États-Unis) est un réseau international de groupes d'entraide destiné au rétablissement de la dépendance à l'alcool et autres drogues et basé sur les principes d'abstinence, de laïcité et d'autonomie.
La traduction littérale du terme anglais « lifering » signifie « cercle de vie » et désigne souvent une bouée de sauvetage, qui est présente dans le logo de LifeRing.
Les principes d’entraide de LifeRing encouragent le développement personnel, l'apprentissage continu et l'autonomie des participants. Son approche consiste simplement à créer, à améliorer et à partager les stratégies personnelles des participants afin de demeurer abstinent d’alcool et de toutes drogues, ainsi que pour se rétablir des conséquences de la dépendance.

## Structure et histoire
LifeRing est une organisation à but non lucratif, indépendante et dirigée démocratiquement. Le nom LifeRing a été adopté en 1999 et a tenu son congrès fondateur en 2001. Chaque groupe élit un délégué pour le congrès annuel de LifeRing, durant lequel les élections sont faites et les décisions prises. Il existe un centre de service (LifeRing Inc.) et un centre de publication (LifeRing Press). Tous les directeurs et officiers sont des volontaires non rémunérés et LifeRing couvrent ses frais par les dons faits par les participants lors des réunions et la vente de ses publications.
Afin de gérer LifeRing de manière autonome et démocratique, les membres du conseil d'administration de LifeRing ont adopté divers règlements.

## Principes
L'approche de LifeRing repose sur trois principes fondamentaux: l'abstinence, la laïcité et l'autonomie. 

### Abstinence
La seule condition requise pour participer à LifeRing est le désir de devenir et de demeurer abstinent d'alcool et de drogues. Toutes personnes quelle que soit la ou les substance(s) de choix sont accueillis et l'association prône l’abstinence « complète » (de toutes drogues), car la dépendance à l’alcool et la dépendance aux drogues est considérée à LifeRing comme un seul et même problème.

### Laïcité
LifeRing accueille toute personne quelle que soit sa confession, ou absence de confession. De ce fait en participant aux réunions de LifeRing, les participants peuvent garder leurs croyances religieuses, et il n'y a aucune demande qu'ils en adoptent s'ils n’en ont aucune. Pour LifeRing, les croyances religieuses ou spirituelles de leurs participants relèvent du domaine privé. Chacun à LifeRing est évidemment libre d'incorporer des principes religieux, spirituels ou moraux à son rétablissement personnel, cependant ces sujets ne sont pas discutés dans les réunions de LifeRing.

### Autonomie
LifeRing considère que la clef du rétablissement réside dans la motivation et les efforts personnels du participant. La fonction du groupe est seulement de renforcer les capacités de chaque participant à rester abstinent et se rétablir des conséquences de sa dépendance. Les réunions peuvent être vu de ce fait comme des ateliers dans lesquels les participants développent leur propre programme de rétablissement. Un manuel intitulé Recovery by Choice est publié par LifeRing Press qui permet à toute personne d'aborder son rétablissement de manière plus structurée. LifeRing ne prescrit aucune étape en particulier autre que celle de rester abstinent; le reste du processus de rétablissement repose sur les choix individuels de chaque participant, ce qui rend l'approche de LifeRing essentiellement libérale, pragmatique et éclectique. Des experts pourrait y trouver des éléments de la thérapie cognitivo-comportementale, de l'entretien motivationnel, de la thérapie brève centrée sur la solution, et bien d'autres.

## Réunions
L'approche de LifeRing est basée sur le renforcement des qualités et des compétences que les participants possèdent déjà, et elle fonctionne par le rassemblement de personnes qui s'entraident à rester abstinentes et à se rétablir des conséquences de leur dépendance.
Par la participation aux réunions de LifeRing, la désir de chacun de demeurer abstinent et de se rétablir se voit renforcé, jusqu'au jour ou l'abstinence cesse d'être une lutte et devient presque seconde nature. Aussi longtemps que la personne en rétablissement s'abstient de l'alcool et des drogues, elle pourra découvrira son propre potentiel pour mener une vie riche et productive. 
Dans les réunions de LifeRing, les conversations se concentrent essentiellement sur le présent et traitent des divers difficultés que les participants rencontrent sur le chemin de rétablissement. Ils font le point sur la semaine passée et la semaine à venir en échangeant des idées et des informations qui leur permettent de façonner leur programme personnel de rétablissement. 
La participation aux réunions de LifeRing est volontaire, gratuite, confidentielle et aucune durée de participation à LifeRing n'est imposée ou prescrite.  À ce jour il y a des réunions de LifeRing dans vingt États des États-Unis et dans quatre pays.

## Publications
LifeRing Press (le centre de publication de LifeRing) publie divers livres et brochures. Actuellement ceux-ci n'existent qu'en anglais.
Livres
- Recovery by Choice, Living and Enjoying Life Free of Alcohol and other Drugs, A Workbook
- Empowering Your Soberself, The LifeRing Approach to Addiction Recovery
- How Was Your Week, Bringing People Together in Recovery the LifeRing Way, A Handbook

Brochures
- Sobriety Is Our Priority
- Secular Is Our Middle Name
- Self-Help is What We Do
- Welcome To LifeRing
- Online Support
- If This Is Day One
- Give Something Back
- Choice In Recovery: It's the Law!